# Kreuzigungsbildstock (Gnodstadt)
Der Kreuzigungsbildstock ist ein Bildstock im Marktbreiter Gemeindeteil Gnodstadt im unterfränkischen Landkreis Kitzingen. Das eigentlich typisch katholische Kleindenkmal wurde in der zweiten Hälfte des 16. Jahrhunderts in der lutherischen Gemeinde errichtet.

## Geschichte
Wahrscheinlich entstand der Bildstock im Jahr 1586, das Landesamt für Denkmalpflege nennt dagegen das Jahr 1598. Die in den Stein eingemeißelten Buchstaben „MC“ und „HW“ geben wahrscheinlich Hinweis auf die damals amtierenden Schultheißen, Melchior Conrad für Ansbach und Hans Weiß für Würzburg. Beide amtierten auch schon 1577, als der Kirchturm der St.-Peter-und-Paul-Kirche in Gnodstadt aufgestockt wurde. In der zweiten Hälfte des 16. Jahrhunderts waren die Gnodstädter bereits zum lutherischen Glauben übergetreten. Der Bildstock entstand in Franken eigentlich ausschließlich in katholischen Regionen, weswegen die Marter von Gnodstadt eine Besonderheit darstellt.
Der Bildstock wurde im 19. Jahrhundert mit mehreren Bäumen umgeben. In Gedenken an das 50-jährige Jubiläum des Sieges über Napoleon in den Befreiungskriegen wurde eine Kastanie, eine Linde und eine Eiche gepflanzt. Der Bildstock in lutherischer Hand wurde kaum gepflegt, sodass in den 1920er Jahren bereits die Details auf dem Aufsatz nicht mehr erkennbar waren. In den 1950er und 1960er Jahren versuchte der damals zuständige Landkreis Ochsenfurt die Gemeinde zu einer Renovierung des Stocks zu bewegen, jedoch ohne Erfolg.
1979 tauchte der Bildstock bereits als weitgehend verfallen in einem Inventar auf. Erst in den 1980er Jahren wurde der Bildstock behelfsmäßig gesichert und stabilisiert. Das Eingreifen des damaligen Gnodstädter Pfarrers Hans-Ulrich Hofmann rettete ab dem Jahr 2000 den Bildstock vor dem Verfall. Die Inschriften wurden rekonstruiert und der Stock stabilisiert. Der Bildstock ist heute vom Bayerischen Landesamt für Denkmalpflege als Baudenkmal eingeordnet. Es handelt sich um den ältesten Bildstock der Gemeinde Marktbreit.

## Beschreibung
Der Bildstock besitzt einen rechteckigen Schaft. Hier wurden Initialen von mehreren Besuchern eingeritzt. Der Aufsatz wird von der Kreuzigungsszene beherrscht. Der Bildstock schließt mit einem steinernen Dach ab, das an einen griechischen Tempel erinnert. Auf die Verbindungen mit der griechischen Antike spielen auch die ionischen Säulen an, die links und rechts den Aufsatz flankieren. Die Darstellung der Kreuzigung weist einige Besonderheiten auf, die einzigartig für den Gnodstädter Stock sind: So betet unterhalb des Kreuzes eine Stifterfigur, während unterhalb der Kreuzbalken jeweils ein Engel das Blut des Gekreuzigten auffängt. Flankiert wird das Kreuz von Figuren der Maria und des Johannes.
Die Schmalseiten des Stocks werden von den Reliefs der Apostelfürsten Petrus und Paulus beherrscht, deren Attribute allerdings nicht rekonstruiert werden konnten. Die Inschriften auf dem Stock verweisen auf die Entstehungszeit und die -umstände. Die Abkürzung „G.F.M.Z.B.“ unter dem Paulusrelief verewigt den Dorfherren von Gnötzheim, Georg Friedrich I. Markgraf zu Brandenburg. Unterhalb des Petrus findet sich die Abkürzung „V.D.M.I.A.E.“. Wahrscheinlich handelt es sich um ein Bibelzitat (lat. Verba domini manet in aeternam). Unterhalb der Kreuzigungsszene findet sich das lateinische Bibelzitat „Vulneratus est propter peccata nostra ES 53“ aus dem Buch der Propheten.